# 赫拉德科維奇
赫拉德科維奇（烏克蘭語：Гладковичі），是烏克蘭北部日托米爾州科羅斯滕區赫拉德科维奇市镇内的村落，及该市镇的行政中心。始建於1545年，面積4.33平方公里，海拔高度146米，2001年人口1,763。